# (21959) 1999 VM186
1999 في أم 186 (ويعرف أيضًا باسم (21959) 1999 في أم 186 وفق تسمية الكوكب الصغير) (بالإنجليزية: 1999 VM186)‏ هو كويكب ضمن حزام الكويكبات؛ وترتيبه 21959 من حيث الاكتشاف.
اكتُشف هذا الجُرم الفلكي بواسطة بحث لنكولن عن الكويكبات القريبة من الأرض في 15 نوفمبر 1999.

## وصلات خارجية
- (21959) 1999 VM186 في قاعدة بيانات مختبر الدفع النفاث لأجرام النظام الشمسي الصغيرة

- الاكتشاف · مخطط المدار ·  العناصر المدارية · المعلمات المادية

- (21959) 1999 VM186 على موقع ويكي سكاي: DSS2, SDSS, GALEX, IRAS, Hydrogen α, X-Ray, Astrophoto, Sky Map, Articles and images